# جيمس لي (لاعب كريكت)
جيمس لي (بالإنجليزية: James Leigh)‏ (20 ديسمبر 1862 - 25 سبتمبر 1925) هو لاعب كريكت بريطاني (وحمل سابقاً جنسية المملكة المتحدة لبريطانيا العظمى وأيرلندا).